# Tour du Haut-Var 2017
La 49e édition du Tour du Haut-Var a eu lieu du 18 au 19 février 2017. La course faisait partie du calendrier UCI Europe Tour 2017 en catégorie 2.1.

## Présentation

### Équipes
Classé en catégorie 2.1 de l'UCI Europe Tour, le Tour du Haut-Var est par conséquent ouvert aux WorldTeams dans la limite de 50 % des équipes participantes, aux équipes continentales professionnelles, aux équipes continentales et aux équipes nationales.
Seize équipes participent à ce Tour du Haut-Var - trois WorldTeams, six équipes continentales professionnelles et sept équipes continentales :
| WorldTeams (3)- AG2R La Mondiale - BMC Racing Team - FDJ Équipes continentales professionnelles (6)- Androni Giocattoli - Cofidis, Solutions Crédits - Delko Marseille Provence KTM - Direct Énergie - Fortuneo-Vital Concept - WB-Veranclassic-Aqua Protect Équipes continentales (7)- Amore & Vita-Selle SMP-Fondriest - Armée de terre - HP BTP-Auber 93 - GM Europa Ovini - Kuwait-Cartucho.es - Roth-Akros - Roubaix Lille Métropole |
| |

## Étapes
| Étape     | Date    | Villes étapes                           | type            | Distance (km) | Vainqueur d'étape | Leader du classement général |
| --------- | ------- | --------------------------------------- | --------------- | ------------- | ----------------- | ---------------------------- |
| 1re étape | 18 fév. | Le Cannet-des-Maures – Bagnols-en-Forêt | étape vallonnée | 153,7         | Samuel Dumoulin   | Samuel Dumoulin              |
| 2e étape  | 19 fév. | Draguignan – Draguignan                 | étape vallonnée | 206,8         | Julien Simon      | Arthur Vichot                |

## Déroulement de la course

### 1reétape
| \| Classement de l'étape \| Classement de l'étape \| Classement de l'étape \| Classement de l'étape \| Classement de l'étape \| \| Coureur \| Coureur \| Pays \| Équipe \| Temps \| \| --------------------- \| --------------------- \| --------------------- \| ---------------------------- \| --------------------- \| \| 1er \| Samuel Dumoulin \| France \| AG2R La Mondiale \| 3 h 44 min 48 s \| \| 2e \| Arthur Vichot \| France \| FDJ \| + 0 s \| \| 3e \| Maxime Vantomme \| Belgique \| WB-Veranclassic-Aqua Protect \| + 0 s \| \| 4e \| Kevyn Ista \| Belgique \| WB-Veranclassic-Aqua Protect \| + 0 s \| \| 5e \| Francesco Gavazzi \| Italie \| Androni-Sidermec-Bottecchia \| + 0 s \| \| 6e \| Romain Hardy \| France \| Fortuneo-Vital Concept \| + 0 s \| \| 7e \| Damiano Caruso \| Italie \| BMC Racing Team \| + 0 s \| \| 8e \| Julien Simon \| France \| Cofidis, Solutions Crédits \| + 0 s \| \| 9e \| Bastien Duculty \| France \| Armée de terre \| + 0 s \| \| 10e \| Lilian Calmejane \| France \| Direct Énergie \| + 0 s \| |                   |          |                              |                 |
| |                   |          |                              |                 |
| |                   |          |                              |                 |
| Classement de l'étape |                   |          |                              |                 |
| Coureur | Coureur           | Pays     | Équipe                       | Temps           |
| 1er | Samuel Dumoulin   | France   | AG2R La Mondiale             | 3 h 44 min 48 s |
| 2e | Arthur Vichot     | France   | FDJ                          | + 0 s           |
| 3e | Maxime Vantomme   | Belgique | WB-Veranclassic-Aqua Protect | + 0 s           |
| 4e | Kevyn Ista        | Belgique | WB-Veranclassic-Aqua Protect | + 0 s           |
| 5e | Francesco Gavazzi | Italie   | Androni-Sidermec-Bottecchia  | + 0 s           |
| 6e | Romain Hardy      | France   | Fortuneo-Vital Concept       | + 0 s           |
| 7e | Damiano Caruso    | Italie   | BMC Racing Team              | + 0 s           |
| 8e | Julien Simon      | France   | Cofidis, Solutions Crédits   | + 0 s           |
| 9e | Bastien Duculty   | France   | Armée de terre               | + 0 s           |
| 10e | Lilian Calmejane  | France   | Direct Énergie               | + 0 s           |

| \| Classement général \| Classement général \| Classement général \| Classement général \| Classement général \| \| Coureur \| Coureur \| Pays \| Équipe \| Temps \| \| ------------------ \| ------------------ \| ------------------ \| ---------------------------- \| ------------------ \| \| 1er \| Samuel Dumoulin \| France \| AG2R La Mondiale \| 3 h 44 min 48 s \| \| 2e \| Arthur Vichot \| France \| FDJ \| + 0 s \| \| 3e \| Maxime Vantomme \| Belgique \| WB-Veranclassic-Aqua Protect \| + 0 s \| \| 4e \| Kevyn Ista \| Belgique \| WB-Veranclassic-Aqua Protect \| + 0 s \| \| 5e \| Francesco Gavazzi \| Italie \| Androni-Sidermec-Bottecchia \| + 0 s \| \| 6e \| Romain Hardy \| France \| Fortuneo-Vital Concept \| + 0 s \| \| 7e \| Damiano Caruso \| Italie \| BMC Racing Team \| + 0 s \| \| 8e \| Julien Simon \| France \| Cofidis, Solutions Crédits \| + 0 s \| \| 9e \| Bastien Duculty \| France \| Armée de terre \| + 0 s \| \| 10e \| Lilian Calmejane \| France \| Direct Énergie \| + 0 s \| |                   |          |                              |                 |
| |                   |          |                              |                 |
| |                   |          |                              |                 |
| Classement général |                   |          |                              |                 |
| Coureur | Coureur           | Pays     | Équipe                       | Temps           |
| 1er | Samuel Dumoulin   | France   | AG2R La Mondiale             | 3 h 44 min 48 s |
| 2e | Arthur Vichot     | France   | FDJ                          | + 0 s           |
| 3e | Maxime Vantomme   | Belgique | WB-Veranclassic-Aqua Protect | + 0 s           |
| 4e | Kevyn Ista        | Belgique | WB-Veranclassic-Aqua Protect | + 0 s           |
| 5e | Francesco Gavazzi | Italie   | Androni-Sidermec-Bottecchia  | + 0 s           |
| 6e | Romain Hardy      | France   | Fortuneo-Vital Concept       | + 0 s           |
| 7e | Damiano Caruso    | Italie   | BMC Racing Team              | + 0 s           |
| 8e | Julien Simon      | France   | Cofidis, Solutions Crédits   | + 0 s           |
| 9e | Bastien Duculty   | France   | Armée de terre               | + 0 s           |
| 10e | Lilian Calmejane  | France   | Direct Énergie               | + 0 s           |

### 2eétape
| \| Classement de l'étape \| Classement de l'étape \| Classement de l'étape \| Classement de l'étape \| Classement de l'étape \| \| Coureur \| Coureur \| Pays \| Équipe \| Temps \| \| --------------------- \| --------------------- \| --------------------- \| ---------------------------- \| --------------------- \| \| 1er \| Julien Simon \| France \| Cofidis, Solutions Crédits \| 5 h 22 min 01 s \| \| 2e \| Julien El Fares \| France \| Delko-Marseille Provence-KTM \| + 0 s \| \| 3e \| Arthur Vichot \| France \| FDJ \| + 0 s \| \| 4e \| Mauro Finetto \| Italie \| Delko-Marseille Provence-KTM \| + 0 s \| \| 5e \| Jonathan Hivert \| France \| Direct Énergie \| + 0 s \| \| 6e \| Romain Hardy \| France \| Fortuneo-Vital Concept \| + 0 s \| \| 7e \| Brent Bookwalter \| États-Unis \| BMC Racing Team \| + 0 s \| \| 8e \| Lilian Calmejane \| France \| Direct Énergie \| + 0 s \| \| 9e \| Damiano Caruso \| Italie \| BMC Racing Team \| + 0 s \| \| 10e \| Arnold Jeannesson \| France \| Fortuneo-Vital Concept \| + 0 s \| |                   |            |                              |                 |
| |                   |            |                              |                 |
| |                   |            |                              |                 |
| Classement de l'étape |                   |            |                              |                 |
| Coureur | Coureur           | Pays       | Équipe                       | Temps           |
| 1er | Julien Simon      | France     | Cofidis, Solutions Crédits   | 5 h 22 min 01 s |
| 2e | Julien El Fares   | France     | Delko-Marseille Provence-KTM | + 0 s           |
| 3e | Arthur Vichot     | France     | FDJ                          | + 0 s           |
| 4e | Mauro Finetto     | Italie     | Delko-Marseille Provence-KTM | + 0 s           |
| 5e | Jonathan Hivert   | France     | Direct Énergie               | + 0 s           |
| 6e | Romain Hardy      | France     | Fortuneo-Vital Concept       | + 0 s           |
| 7e | Brent Bookwalter  | États-Unis | BMC Racing Team              | + 0 s           |
| 8e | Lilian Calmejane  | France     | Direct Énergie               | + 0 s           |
| 9e | Damiano Caruso    | Italie     | BMC Racing Team              | + 0 s           |
| 10e | Arnold Jeannesson | France     | Fortuneo-Vital Concept       | + 0 s           |

## Classements finals

### Classement général final
| \| Classement général \| Classement général \| Classement général \| Classement général \| Classement général \| \| Coureur \| Coureur \| Pays \| Équipe \| Temps \| \| ------------------ \| ------------------ \| ------------------ \| ---------------------------- \| ------------------ \| \| 1er \| Arthur Vichot \| France \| FDJ \| 9 h 06 min 49 s \| \| 2e \| Julien Simon \| France \| Cofidis, Solutions Crédits \| + 0 s \| \| 3e \| Romain Hardy \| France \| Fortuneo-Vital Concept \| + 0 s \| \| 4e \| Damiano Caruso \| Italie \| BMC Racing Team \| + 0 s \| \| 5e \| Lilian Calmejane \| France \| Direct Énergie \| + 0 s \| \| 6e \| Mauro Finetto \| Italie \| Delko-Marseille Provence-KTM \| + 0 s \| \| 7e \| Brent Bookwalter \| États-Unis \| BMC Racing Team \| + 0 s \| \| 8e \| Jonathan Hivert \| France \| Direct Énergie \| + 0 s \| \| 9e \| Arnold Jeannesson \| France \| Fortuneo-Vital Concept \| + 0 s \| \| 10e \| Julien El Fares \| France \| Delko-Marseille Provence-KTM \| + 8 s \| |                   |            |                              |                 |
| |                   |            |                              |                 |
| Source : ProCyclingStats |                   |            |                              |                 |
| Classement général |                   |            |                              |                 |
| Coureur | Coureur           | Pays       | Équipe                       | Temps           |
| 1er | Arthur Vichot     | France     | FDJ                          | 9 h 06 min 49 s |
| 2e | Julien Simon      | France     | Cofidis, Solutions Crédits   | + 0 s           |
| 3e | Romain Hardy      | France     | Fortuneo-Vital Concept       | + 0 s           |
| 4e | Damiano Caruso    | Italie     | BMC Racing Team              | + 0 s           |
| 5e | Lilian Calmejane  | France     | Direct Énergie               | + 0 s           |
| 6e | Mauro Finetto     | Italie     | Delko-Marseille Provence-KTM | + 0 s           |
| 7e | Brent Bookwalter  | États-Unis | BMC Racing Team              | + 0 s           |
| 8e | Jonathan Hivert   | France     | Direct Énergie               | + 0 s           |
| 9e | Arnold Jeannesson | France     | Fortuneo-Vital Concept       | + 0 s           |
| 10e | Julien El Fares   | France     | Delko-Marseille Provence-KTM | + 8 s           |

### Classements annexes
| Classement par points | Classement par points                                          | Classement par points | Classement par points | Classement par points |
| --------------------- | -------------------------------------------------------------- | --------------------- | --------------------- | --------------------- |
|                       | Coureur                                                        | Pays                  | Équipe                | Point(s)              |
| 1er                   | Leader du classement général · Leader du classement par points | '                     | '                     |                       |
| modifier              |                                                                |                       |                       |                       |

| Classement de la montagne | Classement de la montagne           | Classement de la montagne | Classement de la montagne | Classement de la montagne |
| ------------------------- | ----------------------------------- | ------------------------- | ------------------------- | ------------------------- |
|                           | Coureur                             | Pays                      | Équipe                    | Point(s)                  |
| 1er                       | Leader du classement de la montagne | '                         | '                         |                           |
| modifier                  |                                     |                           |                           |                           |

| Classement du meilleur jeune | Classement du meilleur jeune | Classement du meilleur jeune | Classement du meilleur jeune | Classement du meilleur jeune |
|                              | Coureur                      | Pays                         | Équipe                       | Temps                        |
| ---------------------------- | ---------------------------- | ---------------------------- | ---------------------------- | ---------------------------- |
| modifier                     |                              |                              |                              |                              |

| Classement par équipes | Classement par équipes | Classement par équipes | Classement par équipes |
|                        | Équipe                 | Pays                   | Temps                  |
| ---------------------- | ---------------------- | ---------------------- | ---------------------- |
| modifier               |                        |                        |                        |

### UCI Europe Tour
Ce Tour du Haut-Var attribue des points pour l'UCI Europe Tour 2017, y compris aux coureurs faisant partie d'une équipe ayant un label WorldTeam. De plus la course donne le même nombre de points individuellement à tous les coureurs pour le Classement mondial UCI 2017.
| Position,          | 1er | 2e | 3e | 4e | 5e | 6e | 7e | 8e | 9e | 10e | 11e | 12e | 13e à 15e | 16e à 25e |
| Classement général | 125 | 85 | 70 | 60 | 50 | 40 | 35 | 30 | 25 | 20  | 15  | 10  | 5         | 3         |
| Par étape          | 14  | 5  | 3  |    |    |    |    |    |    |     |     |     |           |           |
| Leader, par étape  | 3   |    |    |    |    |    |    |    |    |     |     |     |           |           |

## Évolution des classements
| Étape              | Vainqueur | Classement général | Classement par points | Classement de la montagne | Classement du meilleur jeune | Classement par équipes | Coureur le plus combatif |
| ------------------ | --------- | ------------------ | --------------------- | ------------------------- | ---------------------------- | ---------------------- | ------------------------ |
| 1                  |           |                    |                       |                           |                              |                        |                          |
| 2                  |           |                    |                       |                           |                              |                        |                          |
| Classements finals |           |                    |                       |                           |                              |                        |                          |

## Liste des participants
- Liste de départ complète

| Légende                             | Légende                                                                                                  | Légende                                | Légende                                                                                                  |
| ----------------------------------- | --- | -------------------------------------- | --- |
| Num                                 | Dossard de départ porté par le coureur sur ce Tour du Haut-Var                                           | Pos                                    | Position finale au classement général                                                                    |
| Leader du classement général        | Indique le vainqueur du classement général                                                               | Leader du classement par points        | Indique le vainqueur du classement par points                                                            |
| Leader du classement de la montagne | Indique le vainqueur du classement de la montagne                                                        | Leader du classement du meilleur jeune | Indique le vainqueur du classement du meilleur jeune                                                     |
|                                     | Indique un maillot de champion national ou mondial, suivi de sa spécialité                               | #                                      | Indique la meilleure équipe                                                                              |
| NP                                  | Indique un coureur qui n'a pas pris le départ d'une étape, suivi du numéro de l'étape où il s'est retiré | AB                                     | Indique un coureur qui n'a pas terminé une étape, suivi du numéro de l'étape où il s'est retiré          |
| HD                                  | Indique un coureur qui a terminé une étape hors des délais, suivi du numéro de l'étape                   | *                                      | Indique un coureur en lice pour le classement du meilleur jeune (coureurs nés après le 1er janvier 1992) |

| FDJ                 | FDJ                         | FDJ  |
| ------------------- | --------------------------- | ---- |
| Num                 | Coureur                     | Pos  |
| 1                   | Arthur Vichot (FRA) (Route) | 1er  |
| 2                   | Odd Christian Eiking (NOR)  | 48e  |
| 3                   | Matthieu Ladagnous (FRA)    | 47e  |
| 4                   | Olivier Le Gac (FRA)        | 59e  |
| 5                   | Rudy Molard (FRA)           | 22e  |
| 6                   | Cédric Pineau (FRA)         | 109e |
| 7                   | Anthony Roux (FRA)          | 105e |
| 8                   | Jérémy Roy (FRA)            | 100e |
| Directeur sportif : |                             |      |

| AG2R La Mondiale ALM | AG2R La Mondiale ALM   | AG2R La Mondiale ALM |
| -------------------- | ---------------------- | -------------------- |
| Num                  | Coureur                | Pos                  |
| 11                   | Alexandre Geniez (FRA) | 40e                  |
| 12                   | Mickaël Chérel (FRA)   | 71e                  |
| 13                   | Nico Denz (GER)        | 107e                 |
| 14                   | Samuel Dumoulin (FRA)  | 13e                  |
| 15                   | Julien Duval (FRA)     | 95e                  |
| 16                   | Quentin Jauregui (FRA) | 72e                  |
| 17                   | Pierre Latour (FRA)    | 37e                  |
| 18                   | Clément Chevrier (FRA) | 88e                  |
| Directeur sportif :  |                        |                      |

| BMC Racing BMC      | BMC Racing BMC              | BMC Racing BMC |
| ------------------- | --------------------------- | -------------- |
| Num                 | Coureur                     | Pos            |
| 21                  | Tom Bohli (SUI)             | 21e            |
| 22                  | Brent Bookwalter (USA)      | 7e             |
| 23                  | Damiano Caruso (ITA)        | 4e             |
| 24                  | Silvan Dillier (SUI)        | 11e            |
| 25                  | Floris Gerts (NED)          | 52e            |
| 26                  | Joey Rosskopf (USA)         | 26e            |
| 27                  | Miles Scotson (AUS) (Route) | 73e            |
| 28                  | Francisco Ventoso (ESP)     | 58e            |
| Directeur sportif : |                             |                |

| Fortuneo-Vital Concept FVC | Fortuneo-Vital Concept FVC | Fortuneo-Vital Concept FVC |
| -------------------------- | -------------------------- | -------------------------- |
| Num                        | Coureur                    | Pos                        |
| 31                         | Maxime Bouet (FRA)         | 14e                        |
| 32                         | Franck Bonnamour (FRA)     | 110e                       |
| 33                         | Anthony Delaplace (FRA)    | 30e                        |
| 34                         | Brice Feillu (FRA)         | 50e                        |
| 35                         | Romain Hardy (FRA)         | 3e                         |
| 36                         | Arnold Jeannesson (FRA)    | 9e                         |
| 37                         | Pierre-Luc Périchon (FRA)  | 82e                        |
| 38                         | Florian Vachon (FRA)       | 45e                        |
| Directeur sportif :        |                            |                            |

| Direct Énergie DEN  | Direct Énergie DEN     | Direct Énergie DEN |
| ------------------- | ---------------------- | ------------------ |
| Num                 | Coureur                | Pos                |
| 41                  | Lilian Calmejane (FRA) | 5e                 |
| 42                  | Romain Cardis (FRA)    | 93e                |
| 43                  | Sylvain Chavanel (FRA) | 32e                |
| 44                  | Antoine Duchesne (CAN) | 43e                |
| 45                  | Jonathan Hivert (FRA)  | 8e                 |
| 46                  | Bryan Nauleau (FRA)    | 42e                |
| 47                  | Perrig Quemeneur (FRA) | 68e                |
| 48                  | Thomas Voeckler (FRA)  | 86e                |
| Directeur sportif : |                        |                    |

| Cofidis COF         | Cofidis COF              | Cofidis COF |
| ------------------- | ------------------------ | ----------- |
| Num                 | Coureur                  | Pos         |
| 51                  | Julien Simon (FRA)       | 2e          |
| 52                  | Rayane Bouhanni (FRA)    | AB-2        |
| 53                  | Loïc Chetout (FRA)       | 46e         |
| 54                  | Dorian Godon (FRA)       | 64e         |
| 55                  | Mathias Le Turnier (FRA) | 66e         |
| 56                  | Anthony Perez (FRA)      | 103e        |
| 57                  | Dimitri Claeys (BEL)     | 64e         |
| 58                  | Nicolas Edet (FRA)       | 24e         |
| Directeur sportif : |                          |             |

| Delko-Marseille Provence-KTM DMP | Delko-Marseille Provence-KTM DMP                 | Delko-Marseille Provence-KTM DMP |
| -------------------------------- | ------------------------------------------------ | -------------------------------- |
| Num                              | Coureur                                          | Pos                              |
| 61                               | Gatis Smukulis (LAT) (Route et Contre-la-Montre) | 77e                              |
| 62                               | Romain Combaud (FRA)                             | 20e                              |
| 63                               | Rémy Di Grégorio (FRA)                           | 51e                              |
| 64                               | Julien El Farès (FRA)                            | 10e                              |
| 65                               | Mauro Finetto (ITA)                              | 6e                               |
| 66                               | Ángel Madrazo (ESP)                              | 106e                             |
| 67                               | Yannick Martinez (FRA)                           | AB-2                             |
| 68                               | Quentin Pacher (FRA)                             | 15e                              |
| Directeur sportif :              |                                                  |                                  |

| Androni Giocattoli ANS | Androni Giocattoli ANS  | Androni Giocattoli ANS |
| ---------------------- | ----------------------- | ---------------------- |
| Num                    | Coureur                 | Pos                    |
| 71                     | Davide Ballerini (ITA)  | 62e                    |
| 72                     | Raffaello Bonusi (ITA)  | AB-2                   |
| 73                     | Marco Frapporti (ITA)   | 44e                    |
| 74                     | Mattia Frapporti (ITA)  | 96e                    |
| 75                     | Francesco Gavazzi (ITA) | 17e                    |
| 76                     | Mattia Cattaneo (ITA)   | 23e                    |
| 77                     | Alessio Taliani (ITA)   | 38e                    |
| 78                     | Matteo Malucelli (ITA)  | AB-2                   |
| Directeur sportif :    |                         |                        |

| WB-Veranclassic-Aqua Protect WVA | WB-Veranclassic-Aqua Protect WVA | WB-Veranclassic-Aqua Protect WVA |
| -------------------------------- | -------------------------------- | -------------------------------- |
| Num                              | Coureur                          | Pos                              |
| 81                               | Justin Jules (FRA)               | 33e                              |
| 82                               | Alex Kirsch (LUX)                | 75e                              |
| 83                               | Lawrence Naesen (BEL)            | 49e                              |
| 84                               | Maxime Vantomme (BEL)            | 19e                              |
| 85                               | Antoine Warnier (BEL)            | 55e                              |
| 86                               | Kevyn Ista (BEL)                 | 18e                              |
| 87                               | Sébastien Delfosse (BEL)         | 35e                              |
| 88                               |                                  |                                  |
| Directeur sportif :              |                                  |                                  |

| Roubaix Lille Métropole RLM | Roubaix Lille Métropole RLM | Roubaix Lille Métropole RLM |
| --------------------------- | --------------------------- | --------------------------- |
| Num                         | Coureur                     | Pos                         |
| 91                          | Julien Antomarchi (FRA)     | 39e                         |
| 92                          | Jérémy Cabot (FRA)          | 81e                         |
| 93                          | Joeri Calleeuw (BEL)        | AB-2                        |
| 94                          | Jérémy Lecroq (FRA)         | 65e                         |
| 95                          | Jérémy Leveau (FRA)         | 34e                         |
| 96                          | Félix Pouilly (FRA)         | 101e                        |
| 97                          | Lander Seynaeve (BEL)       | 98e                         |
| 98                          | Emiel Vermeulen (BEL)       | 94e                         |
| Directeur sportif :         |                             |                             |

| Armée de Terre ADT  | Armée de Terre ADT       | Armée de Terre ADT |
| ------------------- | ------------------------ | ------------------ |
| Num                 | Coureur                  | Pos                |
| 101                 | Fabien Canal (FRA)       | 67e                |
| 102                 | Romain Campistrous (FRA) | 84e                |
| 103                 | Bastien Duculty (FRA)    | 12e                |
| 104                 | Thibault Ferasse (FRA)   | 85e                |
| 105                 | Kévin Lebreton (FRA)     | 89e                |
| 106                 | Romain Le Roux (FRA)     | 27e                |
| 107                 | Jérôme Mainard (FRA)     | 74e                |
| 108                 | Steven Tronet (FRA)      | 87e                |
| Directeur sportif : |                          |                    |

| HP BTP-Auber 93 AUB | HP BTP-Auber 93 AUB       | HP BTP-Auber 93 AUB |
| ------------------- | ------------------------- | ------------------- |
| Num                 | Coureur                   | Pos                 |
| 111                 | Nicolas Baldo (FRA)       | 104e                |
| 112                 | Jérémy Bescond (FRA)      | 63e                 |
| 113                 | Flavien Dassonville (FRA) | 61e                 |
| 114                 | Pierre Gouault (FRA)      | 76e                 |
| 115                 | Alo Jakin (EST)           | 69e                 |
| 116                 | Kévin Le Cunff (FRA)      | 25e                 |
| 117                 | Anthony Maldonado (FRA)   | 31e                 |
| 118                 | David Menut (FRA)         | AB-2                |
| Directeur sportif : |                           |                     |

| Roth-Akros TRA      | Roth-Akros TRA                                     | Roth-Akros TRA |
| ------------------- | -------------------------------------------------- | -------------- |
| Num                 | Coureur                                            | Pos            |
| 121                 | Jonathan Fumeaux (SUI) (Route et Contre-la-Montre) | 56e            |
| 122                 | Valentin Baillifard (SUI)                          | 78e            |
| 123                 | Lukas Jaun (SUI)                                   | AB-2           |
| 124                 | Pirmin Lang (SUI)                                  | 57e            |
| 125                 | Diego Wendelspiess (SUI)                           | AB-2           |
| 126                 | Mathias Reutimann (SUI)                            | 99e            |
| 127                 | Colin Stüssi (SUI)                                 | AB-2           |
| 128                 | Roland Thalmann (SUI)                              | 41e            |
| Directeur sportif : |                                                    |                |

| Kuwait-Cartucho.es KWC | Kuwait-Cartucho.es KWC      | Kuwait-Cartucho.es KWC |
| ---------------------- | --------------------------- | ---------------------- |
| Num                    | Coureur                     | Pos                    |
| 131                    | Davide Rebellin (ITA)       | 16e                    |
| 132                    | Andreas Keuser (GER)        | 108e                   |
| 133                    | José Manuel Gutiérrez (ESP) | 60e                    |
| 134                    | Axel Costa (ESP)            | 102e                   |
| 135                    | Salah Eddine Mraouni (MAR)  | AB-2                   |
| 136                    | Songezo Jim (RSA)           | AB-2                   |
| 137                    | Edwin Torres (VEN)          | AB-2                   |
| 138                    | Awet Gebremedhin (ERI)      | 80e                    |
| Directeur sportif :    |                             |                        |

| GM Europa Ovini GME | GM Europa Ovini GME      | GM Europa Ovini GME |
| ------------------- | ------------------------ | ------------------- |
| Num                 | Coureur                  | Pos                 |
| 141                 | Adriano Brogi (ITA)      | 91e                 |
| 142                 | Antonio Di Sante (ITA)   | 79e                 |
| 143                 | Sebastian Lander (DEN)   | HD-1                |
| 144                 | Davide Pacchiardo (ITA)  | 28e                 |
| 145                 | Antonio Parrinello (ITA) | 36e                 |
| 146                 | Matteo Rotondi (ITA)     | 53e                 |
| 147                 | Andrea Ruscetta (ITA)    | 111e                |
| 148                 | Mirko Iafrati (ITA)      | 92e                 |
| Directeur sportif : |                          |                     |

| Amore & Vita-Selle SMP-Fondriest AMO | Amore & Vita-Selle SMP-Fondriest AMO | Amore & Vita-Selle SMP-Fondriest AMO |
| ------------------------------------ | ------------------------------------ | ------------------------------------ |
| Num                                  | Coureur                              | Pos                                  |
| 151                                  | Danilo Celano (ITA)                  | 90e                                  |
| 152                                  | Marco Bernardinetti (ITA)            | 83e                                  |
| 153                                  | Pierpaolo Ficara (ITA)               | AB-2                                 |
| 154                                  | Marco Zamparella (ITA)               | 29e                                  |
| 155                                  | Uri Martins (MEX)                    | 97e                                  |
| 156                                  | Redi Halilaj (ALB)                   | 70e                                  |
| 157                                  | Yovcho Yovchev (BUL)                 | HD-1                                 |
| 158                                  | David Galarreta (ESP)                | AB-2                                 |
| Directeur sportif :                  |                                      |                                      |